# Кухар Катерина Ігорівна
Катерина Кухар Ігорівна(нар. 18 січня 1982 р., Київ, Українська РСР) — українська артистка балету, прима-балерина Національного академічного театру опери та балету України імені Тараса Шевченка, заслужена артистка України (з 2012 р.). Народна артистка України (з 2018 р.). Із 7 липня 2020 р. — керівниця Київського державного хореографічного училища (нині — Київський державний фаховий хореографічний коледж).

## Життєпис
Катерина Кухар народилася 18 січня 1982 р. у Києві. У п'ять років батьки відвели дівчинку до секції спортивної гімнастики в Палаці піонерів. Та вже після першого тренування її перевели до балетного гуртка.
У 1992 р. вступає до Київського державного хореографічного училища. Через два роки отримує першу нагороду — диплом Другого всеукраїнського фестивалю народної творчості «Всі ми діти твої, Україно».
У 1997 р. потрапила до класу народної артистки СРСР, директорки та художньої керівниці училища Тетяни Таякіної. Та підготувала її до міжнародного конкурсу молодих виконавців «Prix de Lausanne». За результатами участі в конкурсі Катерину Кухар нагородили почесним дипломом і запросили на стажування до Лозанни (Швейцарія). Однак від цієї пропозиції вона відмовилася.
Того ж року народний артист СРСР Валерій Ковтун запропонував їй партію Маші в балеті «Лускунчик» (показ відбувся в Японії). У 16 років вона блискуче дебютувала у головній партії на всесвітньо відомій японській сцені «Bunka Kaikan» у Токіо (Японія).
У 1999 р. Катерина Кухар із відзнакою екстерном закінчила училище та розпочала працювати в трупі Національної опери України.
Вища освіта
- 2010 р.: спеціаліст — диктор телебачення (Київський національний університет культури і мистецтв);
- 2017 р.: магістр театрального мистецтва, професійна кваліфікація –організатор театральної справи, викладач (Київський національний університет театру, кіно і телебачення імені І. К. Карпенка-Карого).

Танцює у парі з такими всесвітньо відомими артистами балету:
- Олександр Стоянов (Національна опера України);
- Клаудіо Ковьєлло (театр «La Scala», Італія);
- Адамжан Бахтіяр (Державний театр опери та балету «Астана опера», Казахстан);
- Еріс Нєжа (театри «La Scala», Італія; «Boston Ballet», США);
- Леонід Сарафанов (Маріїнський театр, Михайлівський театр);
- Джозеф Гатті (театр «Boston Ballet», США);
- Кер Жеремі-Луп (театр «Opera Garnier», Франція);[6]
- Янг Гю Чой (прем'єр Голландського національного балету);
- багатьма іншими.

Дует із Олександром Стояновим
Балетна пара Катерини Кухар та Олександра Стоянова сформувалася 2006 року. Їхньою першою спільною постановкою на сцені Національної опери України був балет «Лускунчик», а вже за кілька місяців вони гастролювали Китаєм із виставами «Жизель», «Спляча красуня», «Лебедине озеро» та «Ромео і Джульєтта». Сьогодні в репертуарі балерини та її партнера — практично всі класичні й неокласичні спектаклі Національної опери України. Лондонський балетний критик Меггі Фоер називає їхній дует найкрасивішою балетною парою Європи.
У 2011 р. Катерина й Олександр брали участь у благодійному гала-концерті Володимира Малахова. Кошти від продажу квитків були спрямовані на надання допомоги Японії після подій на Фукусімі. Фарух Рузіматов 2013 року запрошує Катерину Кухар та Олександра Стоянова до Японії на свій гала-концерт «Ballet Masterpieces». Того ж року на запрошення Андріса Лієпи вони танцюють на його ювілейному вечорі в турі по Росією і Казахстаном. Із 2016 р. Катерина й Олександр беруть участь у фестивалі «Культура Майя» (Мексика) разом із прем'єрами Берлінської опери, Большого театру та головного театру балету в Америці «New York City Ballet».
Прем'єра  «Діти ночі» («Children of the Night»)
Їхня пара надихнула хореографа Олександра Абдукарімова на створення балету «Діти ночі» («Children of the Night»). Прем'єра цієї вистави на дві дії, відбулася у Національній опері України 17 березня 2018 р.
Після початку пандемії у 2019 р. Катерина Кухар та Олександр Стоянов — єдина пара, яка активно гастролювала містами України й таким чином популяризувала балетне мистецтво в Україні.
Палац Конгресів у Парижі
У 2014 році приму-балерину Катерину Кухар і її партнера народного артиста України Олександра Стоянова запросили до Палацу Конгресів, що в Парижі (Франція), виконати партію Джульєтти та Ромео в балеті «Ромео і Джульєтта». У залі Палацу Конгресів — 3 723 місця. Пара Катерини й Олександра виконувала свої партії почергово з парою прем'єрів Маріїнського театру Євгенії Образцової та Євгена Іванченка.
Із 2020 р. Катерина Кухар — керівник Київського державного фахового хореографічного коледжу (раніше — Київське державне хореографічне училище).

## Гала-концерти
- 2010 р. — «Зірки Світового Балету» (Донецьк, Україна);
- 2011 р. — «Gala Ballet Helps Japan» під керівництвом Володимира Малахова (Берлін, Німеччина);
- 2011 р. — «Україна-Польща» (Краків, Польща);
- 2012 р. — «Зірки світового балету» (Одеса, Україна);
- 2012 р. — Перший міжнародний артфестиваль;
- 2013 р. — Ювілейний вечір Андріса Лієпи (Челябінськ і Санкт-Петербург БКЗ «Жовтневий», Росія);
- 2013 р. — Гала-концерт «Ballet Masterpieces» Фаруха Рузіматова (Японія);
- 2015 р. — членкиня журі Міжнародного балетного фестивалю-конкурсу «Tanzolimp» у Берлінському університеті (Німеччина);
- 2015 р. — 20-й Ювілейний міжнародний балетний фестиваль у Ризі (Латвія);
- 2015—2016 рр. — членкиня журі Міжнародного балетного конкурсу в Сеулі (Південна Корея);
- 2016 р. — Гала-концерт у Сеулі на Міжнародному балетному конкурсі (Південна Корея);
- 2016 р. — «Festival Internacional de la Cultura Maya» (Мексика);
- 2017 р. — Міжнародні балетні гала в Швеції «Augsburg and Stockholm»;
- 2017—2018 рр. — Grand World Gala «Elisa y amigos» (Мексика);
- 2019—2020 рр. Internacional Gala концерт у рамках Міжнародного фестивалю «BALLET OPEN SPACE» (Україна), ініціаторами якого стали прем'єри балету Національної опери України Катерина Кухар та Олександр Стоянов;
- 2022 р. — благодійний Гала-концерт на підтримку України у Opera National de Paris, всі виручені кошти від продажу білетів  відправляються Alliance Urgences Ukraine (Франція).

## Почесний член журі та педагог майстер-класів на міжнародних конкурсах і фестивалях
Член журі комісій:
- «Hungarian Ballet Grand Prix» у Веспрем-Балатон (Угорщина) (2023)[9];
- Членкіня приймальної комісії Національної опери України (2023);
- уперше в історії представницю з України (після Сержа Лифаря) в особі Катерини Кухар запросили до складу журі до Паризької балетної консерваторії на державний іспит. Катерина неодноразово приймала випускний державний іспит у випускників, зокрема у прими-балерини Гранд Опера Ізабель Сіра Воли (Isabelle Ciaravola);
- «Tanzolymp» (Берлін, Німеччина — у 2015, 2019, 2020, 2021, 2022, 2023, 2024, 2025 рр.);
- «Seoul International Dance Competition» (Сеул, Південна Корея — у 2016, 2017 рр.);
- голова журі «Всеукраїнська асамблея танцю ім. Наталії Скорульської» (Житомир, Україна — у 2017, 2018 рр.).
- голова журі «Міжнародна асамблея танцю ім. Наталії Скорульської» (Житомир, Україна — у 2019, 2020, 2021, 2022, 2023, 2024 рр.).

## Репертуар
- «Ромео і Джульєтта» — Джульєтта[10]
- «Сильфіда» — Сильфіда
- «Лускунчик» — Маша
- «Вікінги» — княгиня Єлизавета
- «Віденський вальс» — Анелі
- «Даніела» — Софі
- «Білосніжка» — Білосніжка
- «Попелюшка» — Попелюшка
- «Чіполліно» — Редиска
- «Русалонька» — Русалонька
- «Коппелія» — Сванільда
- «Лісова пісня» — Мавка
- «Корсар» — Гюльнара
- «Спляча красуня» — Аврора, принцеса Флоріна
- «Жізель» — Жізель
- «Весілля Фігаро» — Сюзанна
- «Володар Борисфену» — Октавія
- «Каприси» — Мрія
- «Дон Кіхот» — Китрі
- «Кармен-сюїта» — Кармен
- «Пахіта» — Пахіта
- «Майстер і Маргарита» — Маргарита
- «Петрушка» — Балерина
- «Грек Зорба» — Марина
- «Раймонда» — Раймонда
- «Шехеразада» — Зобеїда
- «Есмеральда» — Есмеральда
- «Лебедине озеро» — Одетта, Одиллія

## Інші роботи
- «Клас-концерт» Асафа Мессерера
- «Класичне па-де-де» Джорджа Баланчина
- «Про любов» Анатолія Шакера
- «Прості речі» Раду Поклітару
- «Метелик» Філіппо Тальоні
- «Сліпа балерина» Леоніда Якобсона
- «Тарантела» Джорджа Баланчина
- «Діти Ночі» Олександра Абдукарімова

## Звання та нагороди
- 1997 р. — призер Міжнародного конкурсу молодих артистів балету «Prix de Lausanne» (Швейцарія);
- 1997 р. — учасниця фестивалей «Aoyama ballet festival» та «Fresh ballerina festival» (Японія);
- 1998 р. — відзнака за участь у першому Міжнародному фестивалі «Танець XXI ст.»;
- 2000 р. — відзнака за участь у фестивалі сучасної хореографії (Київ, Україна);
- 2015 р. — учасниця Міжнародного фестивалю хореографії (Берлін, Німеччина);
- 2012 р. — присвоєно почесне звання «Заслуженої артистки України»[1];
- 2016 р. — нагороджено Орденом княгині Ольги III ступеня[11];
- 2017 р. — спеціальна нагорода «Гордість України» премії «Найуспішніша жінка року»;
- 2018 р. — почесне звання «Народна артистка України»;
- 2020 р. — номінація «Кумир українців» (премія «Людина року»);
- 2021 р. — номінація «Благодійність» — Катерина Кухар та Олександр Стоянов (премія «Viva awards»).

## Київський державний фаховий хореографічний коледж
Із 2020 р. — керівниця Київського державного фахового хореографічного коледжу (раніше — Київське державне хореографічне училище).
- Розпочала масштабний капітальний ремонт Коледжу та кампусу, в якому проживають діти з різних регіонів країни. Ремонтні робіти планується завершити у 2023—2024 рр.
- Для створення позитивного іміджу Коледжу, обміну досвідом, викладачами та здобувачами освіти налагоджено тісний зв'язок і співпрацю із міжнародними школами. Багато відомих іноземних фахівців-хореографів,  серед яких Анна-Софія Шеллер, Ярослав Іваненко, Франческо Аннарумма, Петра Конті, під час проведення 12 майстер-класів надали можливість здобувачам освіти Коледжу ознайомитися із сучасними методиками викладання хореографічного мистецтва відомих балетних шкіл.
- У 2022 році вперше в історії України запровадила всеукраїнський перегляд талановитих дітей, що займаються балетом. Сама керівниця Київського державного фахового хореографічного коледжу  завітала у різні міста України для знайомства з дітьми.  У кожному місті, окрім перегляду талановитої молоді, було проведено консультації, надано рекомендації дітям, їхнім батькам і викладачам щодо розвитку балетної української школи задля удосконалення здібностей до мистецтва. Деякі діти після перегляду були рекомендовані до участі у літній вступній кампанії.
- За керівництва Катерини Кухар уперше в історії освітнього закладу протягом одного року за вагомий особистий внесок у справу підготовки висококваліфікованих фахівців у галузі хореографічного мистецтва почесне звання «Заслужений працівник культури України» було присвоєно одразу трьом педагогам Коледжу.

## Проєкти на телебаченні та фільмографія
Членкиня журі телепроєкту «Танці з зірками»
- 10 липня 2017 р. у межах #танціззіркамиchallenge ведучий телепрограми «Світ навиворіт» на каналі «1+1» Дмитро Комаров передав естафету Катерині Кухар, яка стала суддею п'ятого сезону телевізійного проєкту «Танці з зірками», що тривав з 27 серпня до 29 жовтня.

Загалом Катерина була суддею телевізійного проєкту «Танці з зірками» в четвертому (2017 р.), п'ятому (2018 р.), шостому (2019 р.), сьомому (2020 р.) та у восьмому (2021 р.) сезонах.
- У 2018 р. — ведуча кінопремії у галузі театрального мистецтва  «Київська пектораль».
- У 2019 р. — ведуча на каналі «1+1» новорічного шоу-концерту.
- У 2021 р. Катерина Кухар і Олександр Стоянов узяли участь в історичному концерті «Ковчег „Україна“: десять століть української музики в одному концерті» до 30-ї річниці Незалежності України[12]. В цьому музичному проєкті єдналися автентичні музичні українські твори із  сучасним виконанням. Телеверсію мистецької події транслювали на каналі «1+1».
- У 2021 р. прима-балерина взяла участь у церемонії вручення державної нагороди України — відзнаки Президента України «Національна легенда України», заснованої Указом Президента України Володимира Зеленського 14 липня 2021 року. Церемонію вручення цієї відзнаки транслювали на каналі «1+1»[13], присвячена вона була до Дня Незалежності України. Катерина Кухар вручала нагороду легендарній постаті балету — Олені Потаповій. Сім легенд зі сфер культури, мистецтва та спорту за визначні особисті заслуги у становленні незалежної України, вагомий внесок у розвиток культури, мистецтва та спорту на міжнародній арені отримали нову відзнаку Президента України «Національна легенда України».

Роль у кіно
- 2019 р. — «Великі Вуйки» (ворожка);
- 2020 р. — «Віддана» (артистка).

У 2019 р. прима-балерина Національної опери України Катерина Кухар брала участь у створенні анімаційного фільму «Мавка. Лісова пісня» та стала прототипом Мавки. Героїні цього фільму вона подарувала свої пластику, грацію і ходу.

## Громадська діяльність
Ініціаторка та організаторка міжнародних балетних фестивалей і благодійних вистав
- Щороку (з 2017 р.) разом із Олександром Стояновим Катерина Кухар бере участь у благодійних виставах до Всесвітнього дня балету разом із фондом «Інтер — дітям». Усі кошти, отримані від продажу квитків, передають до фонду «Інтер — дітям» на придбання медичного обладнання для дитячих лікарень. Так, на зібрані кошти було: придбано апарат інтенсивної вентиляції легень для реанімації Центру дитячої токсикології «ОХМАТДИТ»; відремонтовано й оснащено  палату для трансплантації кісткового мозку у дитячому відділенні Національного інституту раку, що суттєво скоротило чергу на лікування дітей і на обстеження на сучасному апараті УЗО.
- Катерина Кухар — співорганізатор Міжнародного фестивалю «Ballet open space». 16 — 19 жовтня 2019 р. у Національній опері України відбувся Міжнародний фестиваль «Ballet Open Space», який вона організувала разом із Олександром Стояновим. У цьому фестивалі взяли участь зірки світового балету з театрів «La Scala», «New York City Ballet», «San Francisco Ballet», «Opera Garnier», «Boston Ballet», «Staatsbalett Berlin», «Астана Опера».

Під час фестивалю відбулася прем'єра сучасної постановки «Touch of illusion» («Дотик ілюзій») від європейського хореографа Ricardo Amarante на музику Сергія Рахманінова. У прем'єрній постановці на сцені одночасно було задіяно 70 осіб.
- У 2021 р. пара Олександра Стоянова та Катерини Кухар стала організатором фестивалю «Serge Lifar de la Dance International Ballet Festival». 13 листопада 2021 р. в Україні знову відбувся Міжнародний фестиваль імені Сержа Лифаря[15], який не проводили з 2006 р. Ця подія надзвичайно важлива для української культури, адже стала поштовхом для розвитку балету та мистецтва загалом.

На фестивалі глядачі мали змогу побачити запрошених артистів з інших країн: Адамжана Бахтіяра та Адепхан Шугила з «Астана опера», Айдос Закан зі «Дортмунд балет», Дар'ю Кірік зі «Львівського національного театру». Серед гостей Фестивалю можна було побачити політиків, відомих спортсменів та артистів. Відвідав головну балетну подію осені також Президент України Володимир Зеленський із дружиною Оленою.
Член приймальної комісії Національної опери України (2020, 2021 рр.). Із 2021 р. Катерина Кухар є членом Комісії із присудження президентської мистецької стипендії.
Київський державний фаховий хореографічний коледж
Із 2020 р. — керівниця Київського державного фахового хореографічного коледжу (раніше — Київське державне хореографічне училище).

## Сім'я
Чоловік — народний артист України, лауреат і член журі міжнародних конкурсів, продюсер балетного мистецтва Олександр Стоянов. Разом виховують двох дітей.